# Handicapbilleder - en film om normalitet
Handicapbilleder - en film om normalitet er en dansk dokumentarfilm fra 1985 med instruktion og manuskript af Stine Korst.

## Handling
Filmen handler om fysisk handicappede - deres følelser, kærlighed, seksualitet og det enkelte menneskes opfattelse af sig selv og sit eget liv.